# Заплавні озера (пам'ятка природи)
Запла́вні озе́ра — гідрологічна пам'ятка природи місцевого значення в Україні. Розташована в межах Чернігівського району Чернігівської області, на північ від села Кладьківка.
Площа 76 га. Статус присвоєно згідно з рішенням Чернігівського облвиконкому від 21.03.1995 року. Перебуває у віданні СВК «Десна» с. Кладьківка.
Статус присвоєно для збереження трьох мальовничих озер-стариць — Колодянка, Волжин і Рачище — на лівобережній заплаві річки Десна.